# سه حرفه‌ای (فیلم)
سه حرفه‌ای یا رفقا (به اسپانیایی: Vamos a matar compañeros‎ 'بزن بریم بکشیم، رفیق') یک فیلم زاپاتا وسترن به کارگردانی سرجیو کوربوچی در سال ۱۹۷۰ است. در این فیلم فرانکو نرو، توماس میلیان، جک پالانس و فرناندو ری بازی می‌کنند. موسیقی متن فیلم توسط انیو موریکونه نوشته شده‌است.

## هنرپیشگان
- فرانکو نرو در نقش پنگوئن یودلاف پیترسون «اردک میرزا»
- توماس میلیان در نقش ال واسکو («باسک»)
- جک پالانس در نقش جان
- فرناندو ری در نقش پروفسور زانتوس
- آیریس بربن در نقش لولا
- خوزه بودالو (در نقش فرانسیسکو بودالو) در نقش جنرال. مونگو
- ادواردو فاجاردو (در نقش ادواردو فاجاردو) در نقش سرهنگ
- کارین شوبرت در نقش زایرا
- جینو پرنیس (به عنوان لوئیجی پرنیس) در نقش تورنور
- جرارد تیچی در نقش ستوان
- واروالدو د لونا به عنوان جانشین جان
- تیتو گارسیا در نقش پپیتو تیگررو
- لورنسو روبلدو در نقش کاپیتان جیم
- دانیل مارتین

## اکران
سه حرفه‌ای در دسامبر ۱۹۷۰ در ایتالیا اکران شد. این فیلم در سال اکران خود در ایتالیا در مجموع ۱٬۴۵۱٬۷۸۲٬۰۰۰ لیره ایتالیا فروخت. در سال ۱۹۷۱ در آلمان غربی نیز اکران شد.